# Juan Bautista Pacheco
Pour les articles homonymes, voir Pacheco.
Juan Bautista Pacheco, né en 1550 et décédé en 1614, est un prédicateur jésuite espagnol, missionnaire de l'intérieur.

## Biographie
Nous savons peu de choses sur les origines de Juan Bautista Pacheco si ce n'est qu'il est lui-même un nouveau-chrétien (chrétiens descendant de famille juive ou musulmane). Après des études de droit et d'arts, il entre dans la Compagnie de Jésus en 1572 la même année qu'Ignacio de las Casas son contemporain jésuite espagnol d'origine morisque qui, comme lui consacra, l'essentiel de sa vie à l'évangélisation des Maures. Après ses études de théologie, il commence sa carrière de prédicateur missionnaire en Castille avant d'être nommé à Murcie pour s'occuper essentiellement des Maures. 
Juan Baustista Pacheco s'opposa vivement à l'interdiction pour les descendants de juifs et de musulmans d'entrer dans la Compagnie (interdit voté lors de la Ve Congrégation générale de 1593). Plus notable encore, il est celui qui réussit à convaincre le pape Clément VIII de fonder des congrégations religieuses consacrées spécifiquement à l'évangélisation des Maures. Ce projet ne fut pas soutenu par la Compagnie de Jésus néanmoins.